# Homolagoa tritogramma
Homolagoa tritogramma är en fjärilsart som beskrevs av Dyar 1916. Homolagoa tritogramma ingår i släktet Homolagoa och familjen nattflyn. Inga underarter finns listade i Catalogue of Life.